# Perge
Koordinaten: 36° 57′ 39″ N, 30° 51′ 12″ O

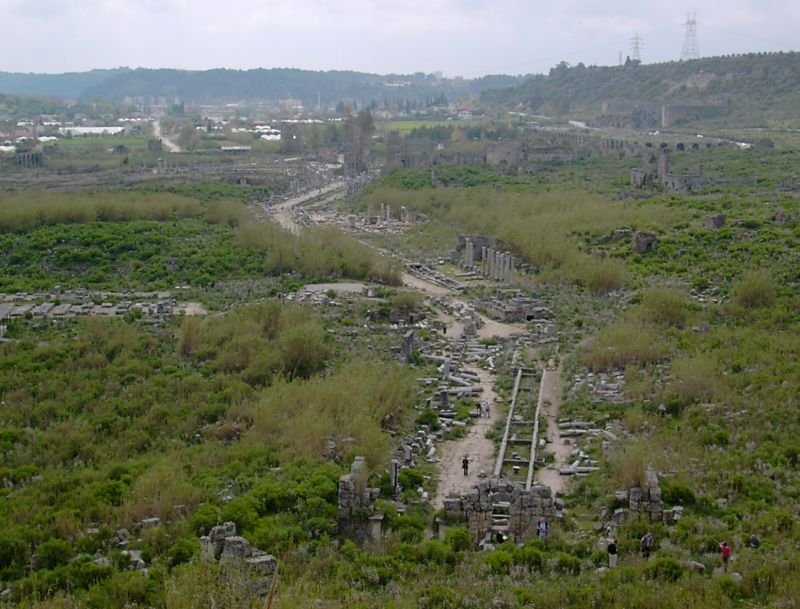
Perge von der Akropolis aus gesehen. Oben rechts liegen Stadion und Theater, mittig die Kolonnaden der Hauptstraße.

Perge (griechisch Πέργη (f. sg.), hethitisch Parḫa) ist eine antike Stadt 14 Kilometer landeinwärts von der Südküste der Türkei und 16 Kilometer nordöstlich von Antalya (antik Attaleia) in Aksu. Sie war neben Side die wichtigste Stadt in Pamphylien. Die noch stehenden Ruinen geben bis heute einen guten Eindruck von einer Stadtanlage der späthellenistisch-römischen Zeit.

## Lage
Die Ebene von Perge, in der die zwei Flüsschen Aksu (der antike Kestros) und Köpruçay nach Süden zum Mittelmeer fließen, ist auf allen drei Landseiten von Hochgebirge umgeben (bis 3070 m, östlich das Taurusgebirge bis 2980 m). Im Nordosten hinter diesem Gebirgszug liegt in 150 Kilometer Entfernung die Großstadt Konya – das antike Ikonion. Diese Landschaft zwischen der Halbinsel Lykien und Kilikien wurde in der Antike teilweise zu Pisidien gerechnet, war aber auch längere Zeit Hauptstadt von Pamphylien.

## Geschichte
Siedlungsspuren des frühen Chalkolithikums (4. Jahrtausend v. Chr.) auf dem Tafelberg bilden die ältesten Zeugnisse. Der in einem hethitischen Staatsvertrag von ca. 1235 v. Chr. Parḫa genannte Ort ist mit Perge gleichzusetzen. Dies lässt auf eine spätbronzezeitliche Siedlung schließen, deren Reste mittlerweile entdeckt und 2010 publiziert wurden. Für die hethitische Zeit gibt es bisher nur wenige archäologische Zeugnisse, ebenso für die nach der lokalen Tradition angeblich nach dem Trojanischen Krieg erfolgte griechische Einwanderung. So werden etwa zwei Teilnehmer am Trojanischen Krieg als Gründungsheroen genannt – die Seher Kalchas und Mopsos. Im 7. Jahrhundert v. Chr. begann unter rhodischem Einfluss die Entwicklung zu einer griechisch geprägten Siedlung, nachdem Perge im 10.–8. Jahrhundert v. Chr. offenbar engen Kontakt zu Zypern pflegte. Als führende Stadt gehörte Perge dem Attisch-Delischen Seebund an. Die Stadt ergab sich Alexander dem Großen; sie war danach unter seleukidischer und ptolemäischer Herrschaft, nach dem Frieden von Apameia von 188 bis 133 v. Chr. unter pergamenischer Herrschaft, danach römisch. Perge wurde 73/74 n. Chr. Hauptstadt der Provinz Lycia et Pamphylia.

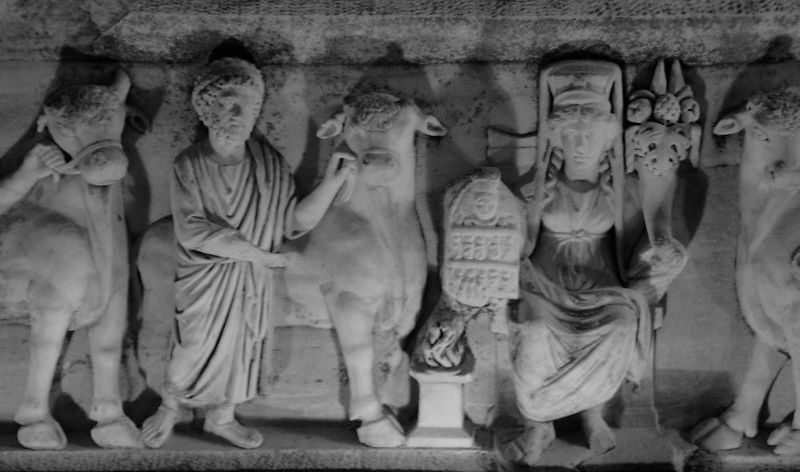
Detail eines Frieses aus dem Theater: Opferszene mit Stieren.

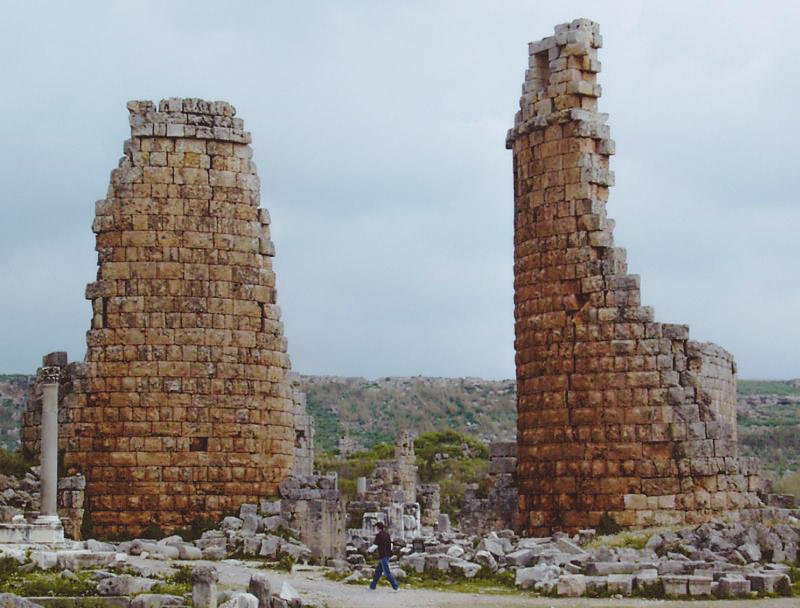
Hellenistisches Stadttor, Ruinen der ovalen Türme.

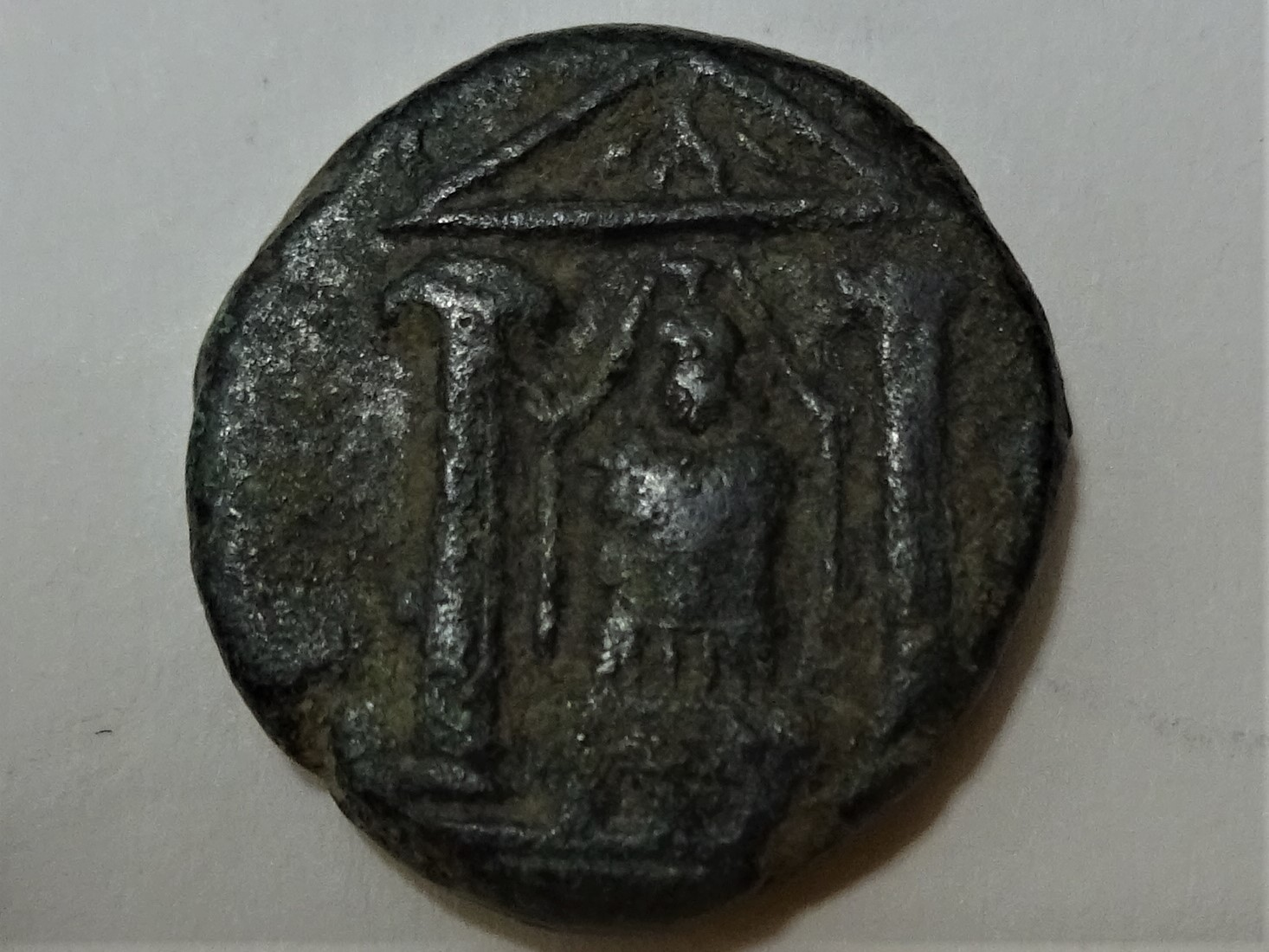
Kultstatue der Artemis von Perge auf Bronzemünze aus Perge, nach 190 v. Chr.

Seit 1946 finden hier Ausgrabungen der Universität Istanbul statt, zunächst unter Leitung von Arif Müfid Mansel, dann ab 1975 von Jale İnan und von 1985 bis 2011 von Haluk Abbasoğlu.

## Ruinen
Von der Küste bzw. von Antalya kommend, liegt im Westen (links) das antike Theater von Perge, das 14.000 Zuschauer fasste und damit zu den größten seiner Art gehört. Die Hälfte des Bühnengebäudes ist in voller Höhe erhalten; man sieht noch Teile der früheren Ausstattung mit Marmor-Friesen und Reliefs, Wandverkleidungen und Nischen mit Statuen. Die Reliefs zeigen u. a. den Kampf der Giganten und einige Kentauren. Die obersten der 48 Sitzreihen bieten einen prächtigen Rundblick über die gesamte Ruinenstadt und ihre Umgebung. Ursprünglich befand sich dort eine umlaufende Arkadengalerie.
Zwischen Theater und Stadt liegt ein großes, gut erhaltenes Stadion mit 15.000 Plätzen und 50 Gewölben, welche die noch gut erhaltenen Sitzreihen tragen. Sie dienten teils als Geschäfte, jedes dritte als Zugang.
Der größere Rest der Stadt liegt hinter eindrucksvollen Befestigungsmauern. Sie wurden im dritten vorchristlichen Jahrhundert erbaut – vermutlich unter dem Eindruck von Alexanders schneller Einnahme der Stadt. Hinter deren ersten ovalen Türmen öffnen sich die breiten und langen Kolonnaden. Der Raum bis zum Hang eines markanten Tafelberges ist heute jedoch teilweise von Unkraut und Schilf überwuchert.
Auf der großen Agora steht der Rundtempel der Glücksgöttin Tyche. Stadteinwärts folgen Palastruinen aus der Kaiserzeit und die große Palaestra, die Teil eines großen Gymnasions ist. Dieses Gebäude ist das älteste außerhalb der ursprünglichen Stadtmauer.
Beim Westtor liegen die Thermen – auch ein Aquädukt ist zu sehen – und dahinter die Nekropole. Die wichtigsten der Sarkophage und Statuen befinden sich heute im Archäologischen Museum von Antalya.

## Forschungen auf dem Tafelberg (Akropolis)

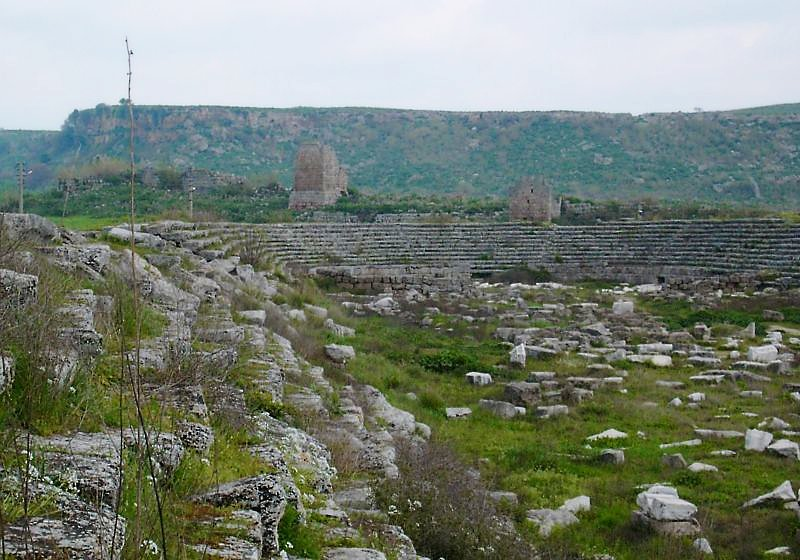
U-förmiges Stadion. Dahinter ist ein Teil des Tafelberges zu sehen.

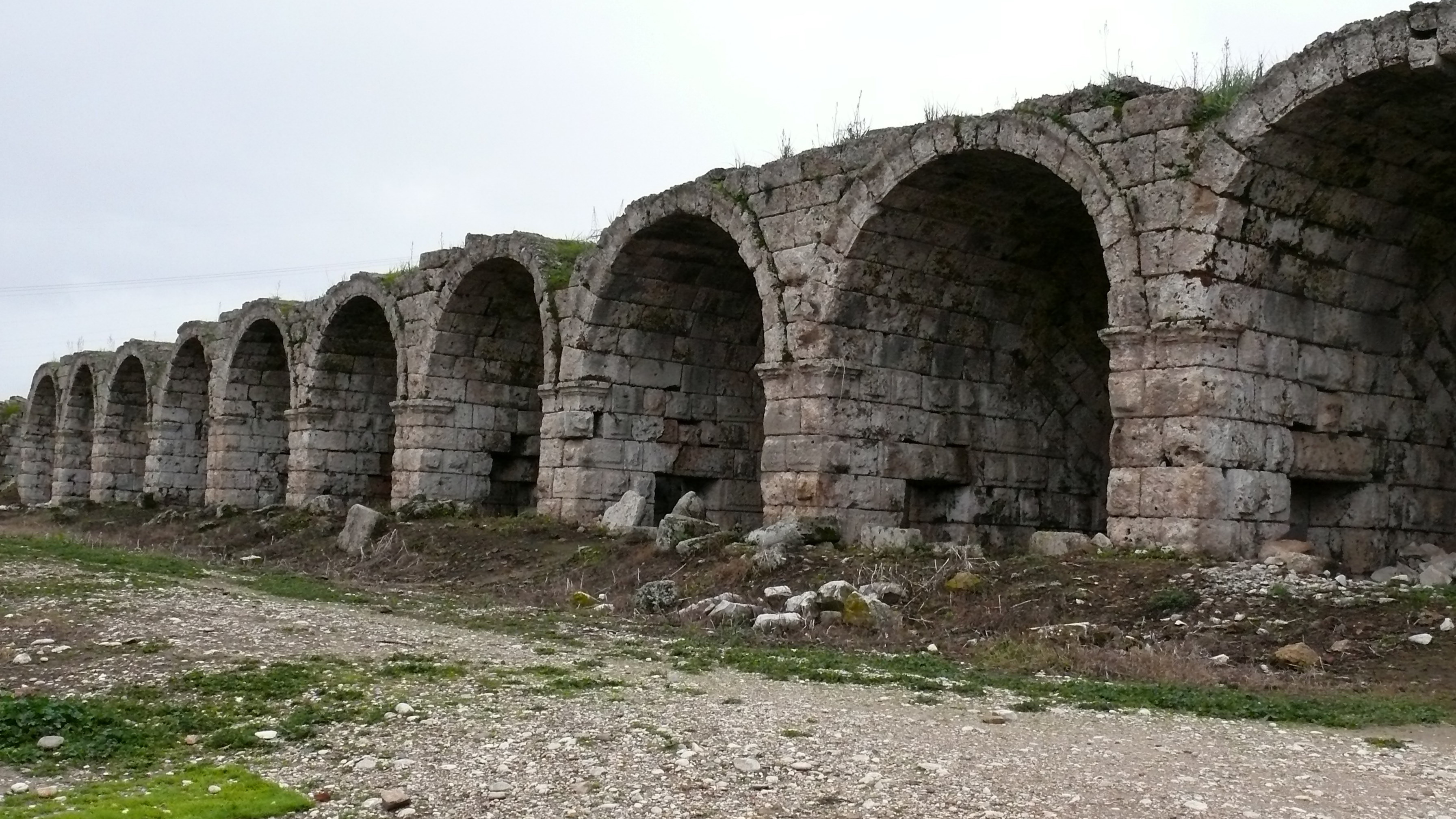
Tonnengewölbe für die Tribünen des Stadions

Von 1994 bis 2008 forschten Archäologen von der Universität Gießen unter Wolfram Martini in Kooperation mit der türkischen Grabung von der Universität Istanbul auf der Akropolis von Perge.
Der strategisch günstig gelegene Tafelberg im Norden wird seit den Arbeiten von Karl Graf Lanckoronski (1890) als Akropolis bezeichnet, denn die Hauptstraße der Stadt läuft genau auf ihn zu. Das 90 m hohe und etwa 700 m breite Plateau mit steilen Flanken war eine ideale Siedlungsanlage in vorhellenistischer Zeit. Ein erster Survey wurde seit 1995 durch ein DFG-Schwerpunktprogramm zu Kleinasien gefördert, das 1999 auf Themen der Akkulturation im östlichen Mittelmeer erweitert wurde. Die Grabungen zeigten bald, dass der Tafelberg von der Jungsteinzeit bis zur mittelbyzantinischen Ära besiedelt war.
Im Jahr 2001 wurde am Westrand des Plateaus ein sakrales Zentrum der klassischen Zeit erforscht. Es war vermutlich der Artemis Pergai geweiht, deren Kult – wie in Ephesos – die Kunst und die Wirtschaft prägte. Nicht zuletzt ist das auf mancher antiken Münze ersichtlich.

## Perge in christlicher Zeit
In Perge ist das Christentum schon früh belegt. Paulus und Barnabas kamen auf ihrer ersten Missionsreise zweimal hierher (Apostelgeschichte 13,13–14  und 14,25 ). Von dort zogen sie nach Norden (Pisidien) bzw. Osten (Ikonion) weiter. Während der folgenden Jahrhunderte wurde in Perge besonders Maria verehrt. In byzantinischer Zeit war es Sitz eines Bischofs, der zugleich Metropolit der Kirchenprovinz war. Heute ist Perge nur noch ein Titularbistum der Römisch-Katholischen Kirche. Unter den Seldschuken (ab etwa 1400?) wurde hier eine große Garnison errichtet.

## Persönlichkeiten
Perge ist die Geburtsstadt des Mathematikers Apollonios von Perge.